# Оттенки Серого

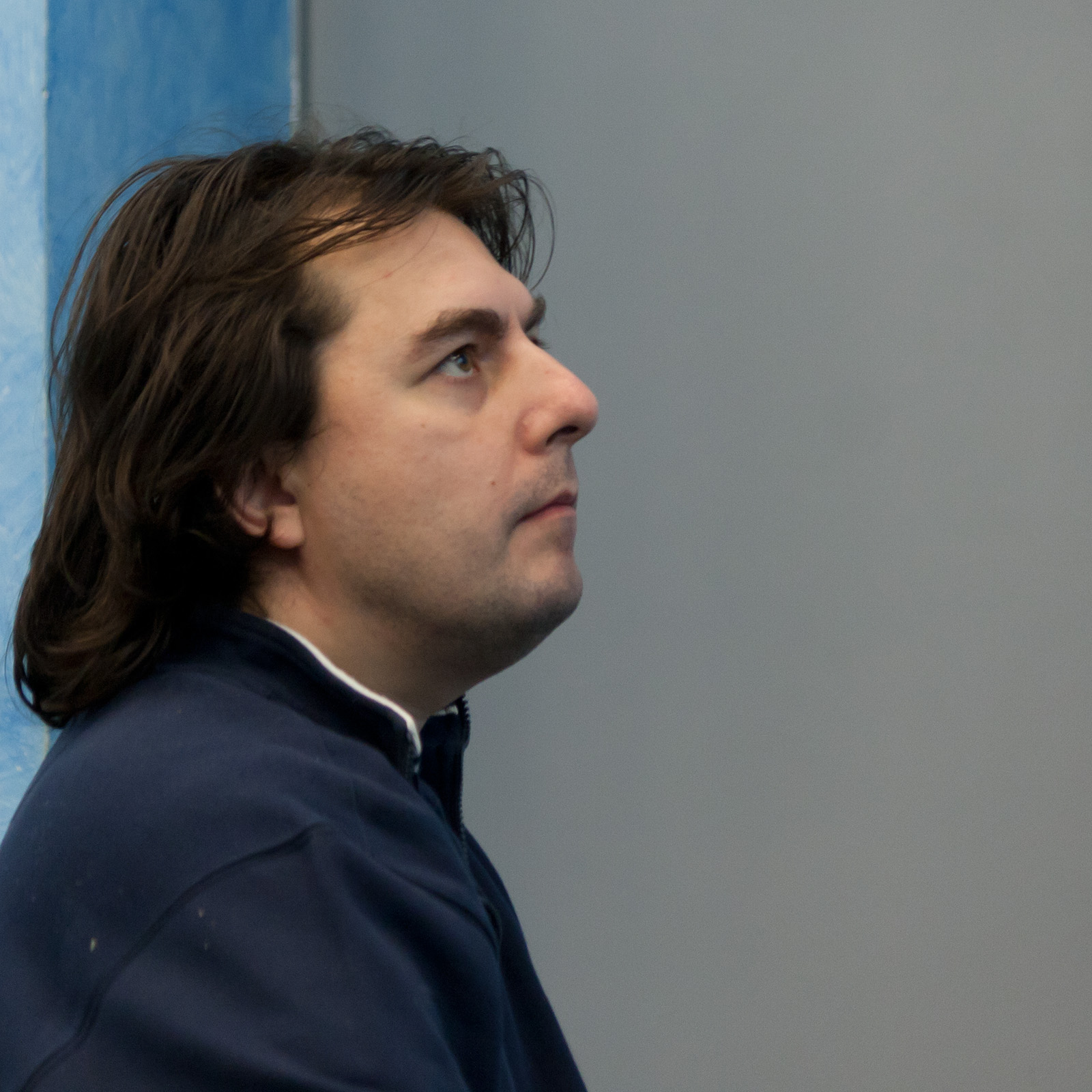
Сергей Мухамедов

Оттенки Серого (ottenki-serogo) — первый интернет-блог в Живом Журнале, зарегистрированный Федеральной службой по надзору в сфере связи и массовых коммуникаций в качестве средства массовой информации (регистрационное свидетельство Эл № ФС 77-34559 от 2 декабря 2008 года). В соответствии со Свидетельством о регистрации, данное СМИ было зарегистрировано как электронное периодическое издание, распространяющееся на русском и английском языках на территории Российской Федерации и зарубежных стран и имеющее информационно-познавательную общую тематику.
Учредителем издания являлся автор блога — фотограф Мухамедов Сергей Эдуардович, в качестве адреса редакции и адреса учредителя в свидетельстве был указан его домашний адрес. Регистрация личного блога блогером-тысячником в качестве СМИ вызвала резонанс, про неё сообщили целый ряд других средств массовой информации, увязывающих данную акцию с инициативами некоторых российских политиков о регистрации популярных сайтов в качестве СМИ. Также данная регистрация вызвала целый ряд вопросов юридического характера. Сам блогер объяснил свой поступок целью «доказать зло регистрации блога как СМИ», одновременно показав, что такая регистрация возможна. Холдинг SUP, который владеет «Живым журналом», объявил, что автор блога нарушил исключительное право компании на использование товарного знака LiveJournal, и, по свидетельству самого блогера, готовился судиться с ним. 4 февраля 2009 года Сергей Мухамедов сообщил, что подал в Россвязькомнадзор заявление об аннулировании регистрации своего СМИ, пояснив, что «эксперимент закончен».
В январе 2012 года в блоге ottenki-serogo были проведены альтернативные выборы блогера года для тех участников ЖЖ, которые были недовольны списком кандидатур, представленным на голосовании в официальном сообществе блогхостинга. Альтернативный конкурс поддержали известные люди: фотоблогеры Илья Варламов и Сергей Доля, сценарист и видеоблогер Олег Козырев, блогер «проститутка Кэт» и юморист Михаил Задорнов. Последний пояснил: «В ЖЖ порой творятся странные вещи. Откроешь список номинантов на звание самого популярного, — а там сплошь никому незнакомые люди». Впоследствии LiveJournal отменил результаты официального январского голосования, а в альтернативном голосовании победил блог «проститутки Кэт».
В марте 2012 года блог «Оттенки Серого» снова привлёк внимание СМИ: Мухамедов приступил к составлению списка рекламодателей, сотрудничающих с телеканалом НТВ, с целью объявления бойкота их товарам. По замыслу блогера, это должно было вынудить эти компании перестать давать рекламу на НТВ, что привело бы к финансовым трудностям телекомпании. Данная акция была объявлена в ответ на демонстрацию на канале скандального фильма Анатомия протеста, направленного на резкую критику и очеренение оппозиционного протестного движения в России, набравшего силу в конце 2011 — начале 2012 года. В то же время СМИ отметили абсолютную неэффективность подобных мер.